# Nina Williams
Nina Williams is een fictief persoon uit de Tekken-series. Zij is een van de vier Tekken personages die in elk deel van de serie is verschenen naast Paul Phoenix, Yoshimitsu en Heihachi Mishima.

## Beschrijving
Nina is geboren in Ierland, waar ze ook opgevoed werd. Zij, en haar jongere zus Anna Williams vochten vaak voor aandacht van haar vader Richard Williams. Ze deden aan martial arts en Nina werd een huurmoordenaar (net als haar vader). De vechtstijlen die ze gebruikt zijn Koppo(Koppoh) (een stijl waarmee botten van de tegenstander worden gebroken) en Aikido. Toch leunt ze meer naar de zijde van Koppo(Koppoh), dit was namelijk de stijl van haar vader, in tegenstelling tot de Aikido stijl van haar moeder.
Nina werd een huurmoordenaar. Haar vader werd voor haar ogen vermoord toen ze nog klein was. Anna gaf haar daar later de schuld van omdat Nina in staat was om haar vader te redden door het wapen op te pakken dat de dader had laten vallen, ze was echter te bang om dit te doen (dit is na speculaties rond de dood van Richard Williams duidelijk geworden in het spel Death By Degrees). Ze haten elkaar sindsdien.
Tijdens Tekken 2 wordt Nina ingehuurd om Kazuya Mishima te vermoorden, maar door een conflict met haar zus mislukt dit. Nadat ze erin was gefaald dit te doen werd ze gevangengenomen door Mishima. Ze werd als testpersoon gebruikt voor een project met als doel het preserveren van personen, genaamd "cold sleep" project van Dr. Boskonovich. Tijdens dit project, waarvoor ze 19 jaar in een slaap werd gebracht, krijgt ze een zoon door middel van in-vitrofertilisatie: Steve Fox. Door dit project is ze niet ouder geworden en is daarom tijdens het laatste Tekken spel, Tekken 6, nog maar 24 jaar oud. In de eerste van de Tekken reeks is ze 20 jaar. Alle andere personages zijn wel ouder geworden, behalve haar zus Anna Williams die ook heeft meegedaan aan het "cold sleep" project.
Nadat ze weer wakker is geworden, kreeg ze last van geheugenverlies en wist bijna niets meer van haar verleden. Ze werd door Ogre gemanupileerd om Kazuya's zoon (Jin Kazama) te vermoorden. Het lukte haar wederom niet. In de tussentijd maakte Anna een nieuwe start door Nina te helpen, dit doet ze door Nina tegen te houden de wil van Ogre uit te voeren. Tevens heeft Anna, in tegenstelling tot Nina, geen bijwerkingen van het project. Toch verdween Nina weer uit Anna's leven om terug te gaan naar haar oude baan: Nina werd weer een huurmoordenaar. Ze kreeg de opdracht een Britse bokser te vermoorden. Het bleek haar zoon Steve te zijn en langzaam kwam Nina erachter dat ze zijn moeder was. 

Ondanks dat het haar koud liet dat ze zijn moeder was, vermoordde ze hem niet. Wel besloot ze weer terug te gaan om haar verleden weer terug te halen. Ze besloot weer terug te gaan naar Anna. 
Nina wil haar leven weer opbouwen samen met haar zus, maar wanneer ze dat probeert, komt de herinnering (de ruzie met Anna) weer naar boven. Ze hebben weer ruzie, ook omdat Anna expres niets gezegd heeft. Nina besluit mee te doen aan De King of Iron Fist Tournament 5 om Anna af te maken.
Op een dag worden Nina en Anna gevraagd voor een filmrol. Voor de film moeten ze vechten op een dak van een kasteel. Anna is de winnaar en iedereen juicht voor haar! Ook de regisseur is onder de indruk. 
Als Nina het kasteel uit loopt drukt ze op een knopje waardoor het kasteel explodeert, lachend loopt ze weg. 